# Исторически музей (Казанлък)
Историческият музей „Искра“ в Казанлък е сред най-старите, най-богатите и известни регионални музеи в България.

## История
Исторически музей „Искра“ в Казанлък е създаден през 1901 г. от родолюбивия казанлъчанин Петър Топузов.

## Експозиция
В музея се съхраняват над 50 000 оригинални експоната, отразяващи богатата материална и духовна култура на Казанлъшкия край, в постоянните експозиции на отделите „Археология“` „Възраждане“, „Нова история“, „Етнография“ и „Най-нова история“. Интерес за туристите представляват колекциите от костени сърпове (най-голямата в Югоизточна Европа), средновековна керамика, хладно и огнестрелно оръжие, накити и носии. В трезорната зала са изложени най-новите златни, сребърни и бронзови находки от тракийски гробници и светилища в региона. Те включват уникалния златен венец на Севт III, неговите шлем и наколенници, цялостна златна и сребърна конска амуниция, а също така и рядка колекция от монети и други предмети от тракийската епоха.
Музеят опазва, изследва и популяризира цялото историческо наследство на Казанлъшкия регион, в това число и всички тракийски гробници от Долината на тракийските владетели.

### Археологическа
Включва каменни и костни оръдия на труда, керамични съдове, изработени на ръка, накити от мъниста, пръстени, гривни и различни висулки от неолита (Новокаменна епоха), халколита (каменно-медна епоха)и ранната бронзова епоха. Наред с тях са представени тракийски гробници и светилища – Казанлъшката гробница, открита на 19 април 1944 г., град Севтополис (проучен 1948 – 1956 г. при строежа на язовир Копринка) и множество предмети, намерени в могилите край Казанлък (като Голямата Косматка, Мъглижката гробница и др.). Тук могат да се видят и находки от Римската епоха, а Средновековието е представено с предметите, открити от селището и средновековния некропол при гр. Крън, Казанлъшко.

### Възраждане
Представя бита и поминъка на местното българско население в периода XVIII – XIX в. Етнографската колекция включва накити и носии от бита на казанлъчани в миналото.

### Нова история
В раздела „Нова история“ интерес представляват снимките, документите, медалите и ордените, свързани с войните от ХХ в., партитурата на първата българска опера „Сиромахкиня“ от композитора Емануил Манолов (1858 г. – 1902 г.), чиято премиера е била в Казанлък през 1900 г., както и партитурите на друг голям български композитор – акад. Петко Стайнов (композитор) (1896 г. – 1977 г.). Този раздел обхваща историята на града и региона в периода 1889 г. – 1944 г.

### Най-нова история
Експозицията „Най-нова история“ е посветена на участието на 23-ти пехотен Шипченски полк във Втората световна война. Тук може да се види и снимков материал от строежа на язовир „Копринка“, намиращ се на 7 км от Казанлък.